# Pneumomédiastin
Le pneumomédiastin est la présence anormale d'air dans le médiastin, survenant sans facteur déclenchant retrouvé.

## Epidémiologie
Le pneumomédiastin spontané est une affection rare, qui touche le plus souvent les jeunes adultes entre 20 et 25 ans, avec une prédominance masculine. Il est généralement considéré comme un équivalent de pneumothorax spontané.

## Manifestations cliniques
L'évolution est généralement favorable de manière spontanée.

## Imagerie
Le diagnostic est le plus souvent posé grâce à un scanner thoracique, qui retrouve une infiltration d'air dans le médiastin.

## Diagnostic
Les diagnostics différentiels sont les pneumomédiastins secondaires à la rupture des organes creux, trachée et œsophage. L'anamnèse permet généralement de trancher en fonction du contexte : absence de traumatisme thoracique à haute cinétique, pas de contexte iatrogène.

## Traitement
Il n'y a pas de traitement particulier. Une surveillance simple est généralement réalisée.